# (500267) 2012 LL13
(500267) 2012 LL13 es un asteroide perteneciente al cinturón de asteroides, descubierto el 16 de mayo de 2012 por el equipo del Pan-STARRS desde el Observatorio de Haleakala, Hawái, Estados Unidos.

## Designación y nombre
Designado provisionalmente como 2012 LL13.

## Características orbitales
2012 LL13 está situado a una distancia media del Sol de 2,648 ua, pudiendo alejarse hasta 3,106 ua y acercarse hasta 2,190 ua. Su excentricidad es 0,172 y la inclinación orbital 13,73 grados. Emplea 1574,08 días en completar una órbita alrededor del Sol.

## Características físicas
La magnitud absoluta de 2012 LL13 es 17,5.